# Zabrdnji Toci
Zabrdnji Toci (en serbe cyrillique : Забрдњи Тоци) est un village de Serbie situé dans la municipalité de Prijepolje, district de Zlatibor. Au recensement de 2011, il comptait 80 habitants.

## Démographie
| 1948 | 1953 | 1961 | 1971 | 1981 | 1991 | 2002 | 2011 |
| ---- | ---- | ---- | ---- | ---- | ---- | ---- | ---- |
| 366  | 394  | 409  | 415  | 316  | 201  | 133  | 80   |

|  |